# 莫罗佐
莫罗佐（義大利語：Morozzo），是意大利库内奥省的一个市镇。总面积21平方公里，人口2102人，人口密度100.1人/平方公里（2009年）。ISTAT代码为004144。